# Weird Al Yankovic in 3-D
Albums de Weird Al Yankovic
Weird Al Yankovic
(1983) Dare to Be Stupid
(1985)
Weird Al Yankovic in 3-D est le second album du parodiste Weird Al Yankovic, sorti en 1984.

## Titres
| No  | Titre                                         | Auteur                                                             | Parodie de                               | Durée |
| --- | --------------------------------------------- | ------------------------------------------------------------------ | ---------------------------------------- | ----- |
| 1.  | Eat It                                        | Michael Jackson, Weird Al Yankovic                                 | Beat It de Michael Jackson               | 3:21  |
| 2.  | Midnight Star                                 | Weird Al Yankovic                                                  |                                          | 4:35  |
| 3.  | The Brady Bunch                               | Ivan Doroschuk, Sherwood Schwartz, Frank De Vol, Weird Al Yankovic | The Safety Dance de Men Without Hats     | 2:37  |
| 4.  | Buy Me a Condo                                | Weird Al Yankovic                                                  |                                          | 3:45  |
| 5.  | I Lost on Jeopardy                            | Greg Kihn, Steve Wright (en), Weird Al Yankovic                    | Jeopardy (en) de The Greg Kihn Band (en) | 3:28  |
| 6.  | Polkas on 45                                  |                                                                    | Medley de plusieurs chansons             | 4:23  |
| 7.  | Mr. Popeil                                    | Weird Al Yankovic                                                  | The B-52's                               | 4:42  |
| 8.  | King of Suede                                 | Sting, Weird Al Yankovic                                           | King of Pain de The Police               | 3:13  |
| 9.  | That Boy Could Dance                          | Weird Al Yankovic                                                  |                                          | 3:34  |
| 10. | Theme from Rocky XIII (The Rye or the Kaiser) | Frankie Sullivan (en), Jim Peterik (en), Weird Al Yankovic         | Eye of the Tiger de Survivor             | 3:37  |
| 11. | Nature Trail to Hell                          | Weird Al Yankovic                                                  |                                          | 5:50  |